# Silverback Gorilla 2
Silverback Gorilla 2 è il sesto album in studio del rapper statunitense Sheek Louch, pubblicato nel 2015.

## Tracce
1. Bunndy – 1:48
2. Hood Nigga (featuring Billy Danze, Trae tha Truth & Joell Ortiz) – 4:16
3. What You Want the Money For (featuring Swizz Beatz) – 3:14
4. I'm Working (featuring Raheem DeVaughn) – 1:50
5. Bang Bang (featuring Pusha T) – 2:41
6. Skit – 0:27
7. Hold It Straight – 1:59
8. Obamacare (featuring Dyce Payne) – 2:37
9. Trap Stories – 3:07
10. What's on Your Mind (featuring Jadakiss & ASAP Ferg) – 2:56
11. What It Is (featuring Styles P) – 2:45
12. I Luv It (featuring Ghostface Killah) – 3:08
13. No Losses (featuring Fabolous & Whispers) – 3:11
14. Clap (featuring Dyce Payne) – 2:55
15. Legends – 2:39
16. You and Me – 2:29
17. Hood in You – 3:28